# Benzyliodid
Benzyliodid ist eine organisch-chemische Verbindung aus der Stoffgruppe der Alkylhalogenide und hat die Summenformel C7H7I. Es ist ein Konstitutionsisomer zu den Iodtoluolen.

## Herstellung
Benzyliodid kann durch Finkelstein-Reaktion aus Benzylchlorid und Natriumiodid in Aceton hergestellt werden.

## Eigenschaften
Benzyliodid bildet farblose bis gelbe Nadeln, die bei 24,5 °C schmelzen. Als Flüssigkeit besitzt es den hohen Brechungsindex von 1,6334. Benzyliodid ist ein starker Augenreizstoff, bereits 0,002 mg pro Liter Luft rufen Tränenfluss hervor.